# Henrik Kumlin
Carl Henrik Kumlin, född 25 april 1970, är en svensk producent och projektledare.
Kumlin har bland annat studerat vid Newlands school och Kulturama filmskola. Han har varit verksam på ZTV, TV3, TV4 Plus, MTV, Nordisk Film med mera. Kumlin har arbetat som TV-producent och programledare samt utvecklat och producerat program för svenska TV-kanaler och produktionsbolag.
På MTV producerade och utvecklade Kumlin programmet Mycket mer än müsli som 2007 vann Dagens Medias oberoende TV-pris för "bästa alternativa underhållning". Under tiden på ZTV utvecklade och producerade han en mängd TV-program, bland annat Funhouse, Edge, Time Out och Demo.